# Engel János Jakab
Engel János Jakab (1717. június 30. – 1793. június 5.) orvos.

## Élete
Apja, Engel Jakab, gyógyszerész volt. Lőcséről származott, és Szepes vármegye főorvosa lett.

## Munkái
- Dissertatio inaug. medica sistens animadversiones circa praecipua in morbis acutis usitata remedia. Posonii, 1773.
- Heilsame Vorschriften… über Viehseuche. Késmárk, 1790.

A Mindenes Gyűjteményben (II. 1789. 236. l.) Antiparos barlangról irt cikke jelent meg.